# ハドリアヌス1世 (ローマ教皇)
ハドリアヌス1世（Hadrianus I, 700年頃? - 795年12月25日）は、8世紀後半のローマ教皇（在位：772年2月1日 - 795年12月25日）。ローマ生まれ。

## カール大帝とハドリアヌス

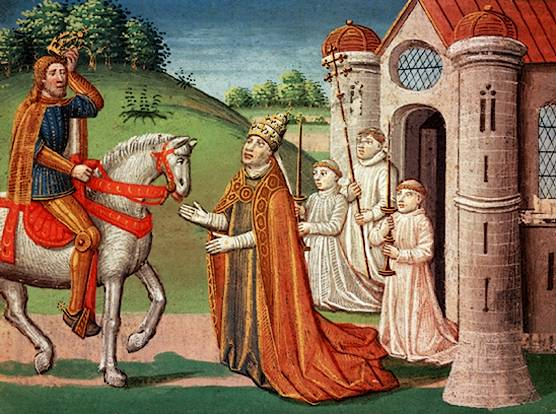
カール大帝とローマ教皇ハドリアヌス1世

773年、ハドリアヌス1世はフランク王国の王カール1世に援軍を要請した。当時のローマは、北イタリアのランゴバルド王国に脅かされていた。カールはただちにアルプス山脈を越えてイタリアに攻め込み、翌774年にはランゴバルドの首都パヴィアを占領した。そして、デシデリウス王を捕虜としてその旧領を握り、みずからランゴバルド王を兼ねると、父王小ピピンにならって中部イタリアの地を教皇ハドリアヌスに寄進した。

## "theodiscus"
786年にアミアン司教ゲオルクがハドリアヌス1世に宛てた書簡の中に、教会会議において「ラテン語とtheodiscusによって決定事項が読み上げられた」との言葉がある。史学では、この語をめぐって一時期議論が湧き起こったことがあった。この語はゲルマン語のtheodo-（「民衆 volk」を意味する語。「ドイツ deustch」「チュートン teuton」などと同根）に、出生、起源、所属を示す接尾辞-iskaがついており、意味は「民衆の」「民衆に属する」という風になる。これが「ドイツ語」をあらわす語の初例だという。